# Roberts Jānis Zālītis
Roberts Jānis Zālītis (* 14. September 2000) ist ein lettischer Leichtathlet, der sich auf den Sprint spezialisiert hat.

## Sportliche Laufbahn
Erste internationale Erfahrungen sammelte Roberts Jānis Zālītis im Jahr 2019, als er bei den U20-Europameisterschaften in Borås mit 6,93 m in der Weitsprungqualifikation ausschied. 2021 startete er bei den U23-Europameisterschaften in Tallinn im 100-Meter-Lauf und schied dort mit 10,61 s in der ersten Runde. Zudem belegte er mit der lettischen 4-mal-100-Meter-Staffel in 40,18 s den sechsten Platz. 2023 gelangte er bei der 2. Liga der Team-Europameisterschaft im Rahmen der Europaspiele in Chorzów mit der Staffel in 39,87 s auf den zweiten Platz im B-Lauf. 2025 schied er bei den Hallenweltmeisterschaften in Nanjing mit 6,78 s in der ersten Runde im 60-Meter-Lauf aus. Ende Juni wurde er bei der 2. Liga der Team-Europameisterschaft in Maribor in 39,90 s Fünter im Staffelbewerb im B-Lauf, ehe er bei den World University Games in Bochum mit 7,32 m in der Vorrunde im Weitsprung aus.
In den Jahren 2021 und 2022 wurde Zālītis lettischer Meister im 100-Meter-Lauf. Zudem wurde er 2020, 2023 und 2025 Hallenmeister über 60 Meter sowie 2024 im Weitsprung.

## Persönliche Bestleistungen
- 100 Meter: 10,44 s (+1,7 m/s), 29. Juni 2024 in Valmiera
  - 60 Meter (Halle): 6,76 s, 16. Januar 2025 in Riga
- 200 Meter: 21,50 s (−1,8 m/s), 15. Juni 2025 in La Spezia
- Weitsprung: 7,62 m (+2,0 m/s), 25. Mai 2024 in Valmiera